# 100 mét
100 mét là một cự ly chạy nước rút trong các cuộc thi đấu điền kinh. Đây là nội dung ngắn nhất trong các nội dung chạy ngoài trời, tuy nhiên lại là một trong những nội dung được nhiều sự quan tâm nhất. Các vận động viên nam đã tham gia thi đấu 100 mét kể từ Thế vận hội Mùa hè 1896 còn nữ giới là từ năm 1928.
Đương kim vô địch 100 m Thế vận hội thường được coi là "người chạy nhanh nhất hành tinh." Nội dung 100 mét tại Giải vô địch thế giới được tổ chức từ năm 1983. Usain Bolt và Shelly-Ann Fraser-Pryce của Jamaica hiện là đương kim vô địch thế giới; Marcell Jacobs và Elaine Thompson là lần lượt là đương kim vô địch 100 mét Thế vận hội.
Trên đường chạy 400 mét tiêu chuẩn ngoài trời, 100 m diễn ra trên đường chạy thẳng. Các vận động viên xuất phát tại bàn đạp xuất phát và cuộc đua bắt đầu khi trọng tài nổ tiếng súng xuất phát. Các vận động viên thường đạt tốc độ cực đại ở khoảng 50–60 m sau khi bắt đầu chạy và từ từ giảm khi về đích.
Giới hạn 10 giây được coi là thước đo thành tích tốt nhất của các vận động viên nam, trong khi các vận động viên nước rút nữ cần dưới 11 giây để hoàn thành cuộc đua. Kỷ lục thế giới hiện tại là 9,58 giây của Usain Bolt lập năm 2009, trong khi kỷ lục của nữ là 10,49 giây do Florence Griffith-Joyner của Hoa Kỳ lập từ năm 1988.
Chạy 100 m (tương đương với 109,361 yard) ra đời trên cơ sở của cuộc chạy 100 yard (91,44 m), một cự ly từng được tổ chức tại các nước nói tiếng Anh.
Các vận động viên điền kinh Mỹ là những người giành nhiều huy chương vàng 100 mét nhất với 16 trên tổng số 28 lần tổ chức. Các nữ vận động viên của Hoa Kỳ cũng chiếm ưu thế tại nội dung này khi chiến thắng 9 trên 21 kỳ Thế vận hội.

## Cơ chế chạy

### Xuất phát

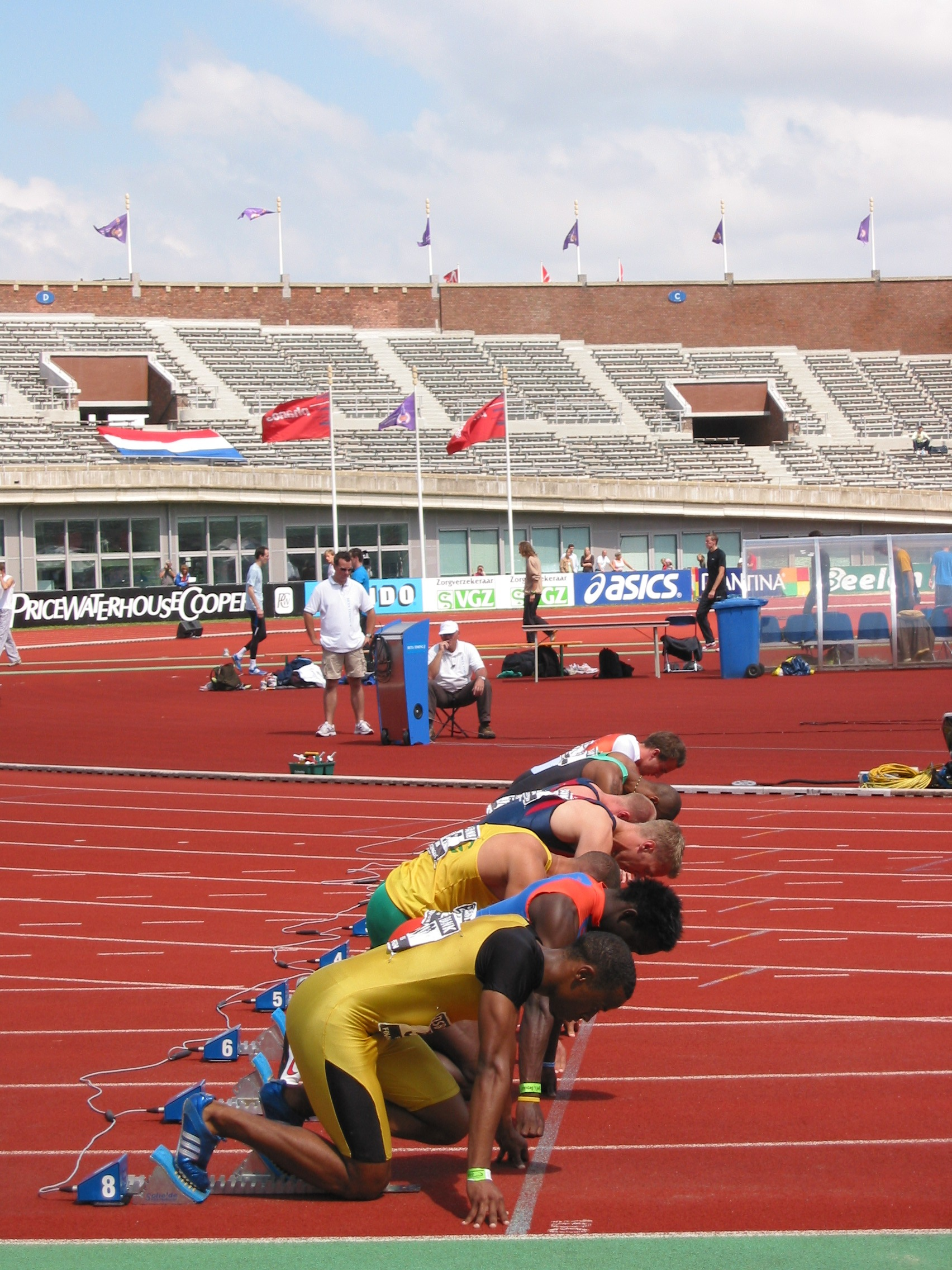
Các nam vận động viên chờ hiệu lệnh của trọng tài

Trước khi vào vạch xuất phát, một số vận động viên sử dụng đòn tâm lý, ví dụ như cố gắng là người bước ra vạch xuất phát cuối cùng.
Ở các cuộc chạy cấp độ cao, khoảng thời gian giữa tiếng súng và cú giậm chân đầu tiên lên bàn đạp xuất phát được tính thông qua các cảm biến điện tử gắn ở súng và bàn đạp. Thời gian nếu dưới 0,1 giây bị coi là xuất phát lỗi. Khoảng thời gian 0,2 là đủ để tiếng súng truyền tới tai của vận động viên.
Trước đây một vận động viên bị loại khỏi cuộc chơi nếu người đó phạm hai lỗi xuất phát. Tuy nhiên luật này khiến nhiều cuộc chạy lớn phải xuất phát lại không biết bao nhiêu lần và làm vận động viên mất tập trung. Luật sau đó được sửa lại vào năm 2003 như sau: nếu bất kỳ vận động viên nào mắc lỗi lần đầu tiên thì sẽ xuất phát lại, và bất kỳ ai mắc lỗi sau lỗi đầu tiên vừa rồi sẽ bị đánh loại.
Tuy nhiên một số vận động viên cố tình xuất phát sai để gây tâm lý cho các vận động viên khác: một vận động viên có thời gian phản ứng chậm hơn có thể xuất phát sai và buộc những người xuất phát nhanh hơn phải chờ đợi và cẩn trọng hơn khi nghe tiếng súng xuất phát sau đó, do đó mất đi một vài lợi thế. Để không còn tình trạng đó tái diễn và cải thiện chất lượng theo dõi của khán giả, IAAF đã thay đổi luật trong mùa giải 2010 – bất cứ ai phạm lỗi xuất phát sẽ bị loại ngay tức thì mà không được xuất phát lại. Đề xuất này từng vấp phải nhiều phản đối vào năm 2005 vì nó có vẻ bất công cho các vận động viên phạm lỗi không cố ý. Justin Gatlin cho rằng "chỉ một xíu do dự hay chuột rút là bao nhiêu công sức cả năm xuống sông xuống biển." Ảnh hưởng rõ ràng nhất của luật mới là tại Giải thế giới 2011 khi đương kim giữ kỷ lục thế giới Usain Bolt bị đánh loại.

### Giữa cuộc chạy
Các vận động viên thường đạt tốc độ cực đại sau khi chạy được nửa đường và dần giảm tốc ở chặng cuối cuộc đua. Duy trì tốc độ tối đa là mục tiêu hết sức quan trọng khi luyện tập chạy 100 m. Chiến thuật chạy và nhịp độ chạy không phải là yếu tố then chốt trong nội dung 100 m mà phụ thuộc vào khả năng và kỹ thuật của vận động viên.

### Về đích
Theo luật của IAAF người thắng cuộc là người đầu tiên có thân trên (không tính tay chân, đầu, cổ) vượt qua cạnh ngang gần nhất của vạch đích. Khi thứ hạng của vận động viên không rõ ràng thì kỹ thuật photo finish sẽ được sử dụng để xác định ai là người về đích trước.

### Điều kiện môi trường
Điều kiện môi trường, đặc biệt là lực cản không khí, có thể ảnh hưởng tới thành tích của người tham gia. Chạy ngược gió sẽ gây bất lợi lớn tới thi đấu trong khi gió thuận sẽ giúp sức rất nhiều. Vì vậy tốc độ gió thuận 2,0 m/s là tốc độ gió thuận tối đa để thành tích chạy 100 m được coi là hợp lệ.
Thêm vào đó, các vận động viên thường chạy tốt hơn khi ở những nơi có độ cao lớn vì mật độ không khí mỏng và không gây nhiều sức cản. Về lý thuyết, độ cao lớn cũng khiến cho việc thở khó khăn hơn (vì áp lực bán phần của khí ôxi thấp hơn), tuy nhiên trở ngại này không đáng kể. Mặc dù không có giới hạn nào về độ cao nhưng những thành tích được xác lập ở độ cao 1000 m trên mực nước biển được đánh dấu "A."

## Giới hạn 10 giây

### Giới tính và chủng tộc
Hiện nay mới chỉ có nam giới vượt qua giới hạn 10 giây trong chạy 100 m và hầu hết có gốc gác Tây Phi. Frankie Fredericks của Namibia trở thành người đầu tên không phải gốc Tây Phi đạt được thành tích dưới 10 giây vào năm 1991. Vào năm 2003 Patrick Johnson (người Úc bản địa có gốc Ireland) trở thành người đầu tiên không phải gốc Phi vượt qua giới hạn 10 giây.
Tại cuộc đua Prefontaine Classic 2015 Diamond League tại Eugene, Tô Bính Thiêm trở thành người châu Á đầu tiên vượt qua giới hạn với thành tích 9,99 giây. Tại Birmingham Grand Prix Diamond League 2015, với thành tích 9,97 giây, Adam Gemili của Anh Quốc (người gốc Iran và Maroc) trở thành người gốc Bắc Phi và Trung Đông đầu tiên chạy 100m dưới 10 giây.

## Thành tích kỷ lục
Các cuộc đua 100 m lớn như tại Thế vận hội thu hút nhiều sự chú ý vì có nhiều vận động viên lớn tham dự và là nơi kỷ lục có khả năng bị phá.
Kỷ lục thế giới của nam đã bị phá 12 lần sau khi IAAF bắt buộc sử dụng tính giờ điện tử kể từ năm 1977. Kỷ lục thế giới 9,58 s hiện do Usain Bolt của Jamaica nắm giữ kể từ chung kết giải vô địch thế giới ở Berlin, Đức vào ngày 16 tháng 8 năm 2009, vượt 0,11 s so với kỷ lục do chính anh lập trước đó. Kỷ lục thế giới của nữ hiện nay là 10,49 s do Florence Griffith-Joyner của Hoa Kỳ lập tại Vòng loại điền kinh Thế vận hội của Hoa Kỳ ở Indianapolis, Indiana vào ngày 16 tháng 7 năm 1988 phá vỡ kỷ lục từ 4 năm trước đó của Evelyn Ashford với 0.27 giây.
Một số kỷ lục bị hủy do sử dụng chất cấm – nổi bật làn bê bối tại Thế vận hội Mùa hè 1988 khi Ben Johnson bị tước huy chương.
Jim Hines, Ronnie Ray Smith và Charles Greene là những người đầu tiên phá vỡ giới hạn 10 giây trong nội dung 100 m, tất cả đều diễn ra vào ngày 20 tháng 6 năm 1968, hay còn được nhắc tới với tên gọi Đêm của tốc độ. Hines cũng là người đầu tiên về đích với thời gian dưới 10 giây tính giờ điện tử tại nội dung 100 mét tại Thế vận hội 1968. Bob Hayes từng chạy hết 9,91 giây với gió trợ lực tại Olympic 1964.

## Top 25 của nam

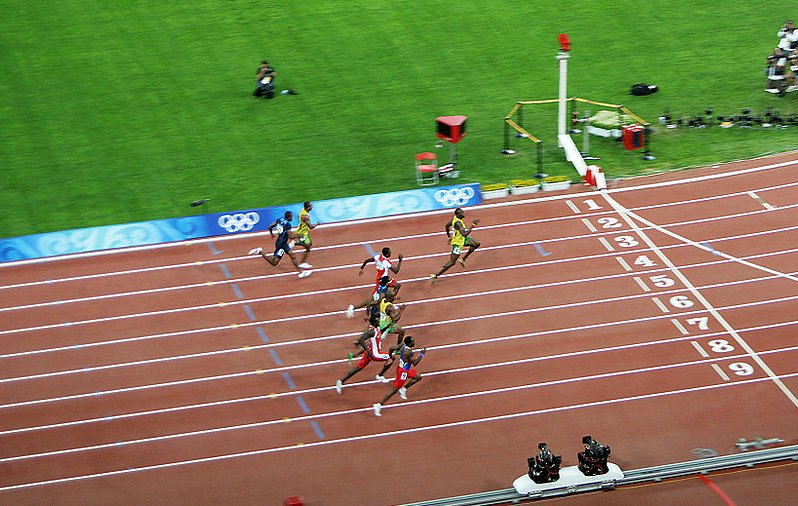
Usain Bolt phá kỷ lục thế giới và Olympic tại Thế vận hội Mùa hè 2008

Tính tới 4 tháng 7 năm 2016:
| XH | Thời gian | Gió (m/s) | Vận động viên        | Quốc gia           | Ngày                | Địa điểm      | Nguồn  |
| -- | --------- | --------- | -------------------- | ------------------ | ------------------- | ------------- | ------ |
| 1  | 9,58      | +0,9      | Usain Bolt           | Jamaica            | 16 tháng 8 năm 2009 | Berlin        |        |
| 2  | 9,69      | +2,0      | Tyson Gay            | Hoa Kỳ             | 20 tháng 9 năm 2009 | Thượng Hải    |        |
| 2  | 9,69      | −0,1      | Yohan Blake          | Jamaica            | 23 tháng 8 năm 2012 | Lausanne      |        |
| 4  | 9,72      | +0,2      | Asafa Powell         | Jamaica            | 2 tháng 9 năm 2008  | Lausanne      |        |
| 5  | 9,74      | +0,9      | Justin Gatlin        | Hoa Kỳ             | 15 tháng 5 năm 2015 | Doha          |        |
| 6  | 9,78      | +0,9      | Nesta Carter         | Jamaica            | 29 tháng 8 năm 2010 | Rieti         |        |
| 7  | 9,79      | +0,1      | Maurice Greene       | Hoa Kỳ             | 16 tháng 6 năm 1999 | Athens        |        |
| 8  | 9,80      | +1,3      | Steve Mullings       | Jamaica            | 4 tháng 6 năm 2011  | Eugene        |        |
| 9  | 9,82      | +1,7      | Richard Thompson     | Trinidad và Tobago | 21 tháng 6 năm 2014 | Port of Spain |        |
| 9  | 9,82      | +1.3      | Christian Coleman    | Hoa Kỳ             | 7 tháng 6 năm 2017  | Eugene        | [ 19 ] |
| 11 | 9,84      | +0,7      | Donovan Bailey       | Canada             | 27 tháng 7 năm 1996 | Atlanta       |        |
| 11 | 9,84      | +0,2      | Bruny Surin          | Canada             | 22 tháng 8 năm 1999 | Sevilla       |        |
| 11 | 9,84      | +1,3      | Trayvon Bromell      | Hoa Kỳ             | 25 tháng 6 năm 2015 | Eugene        |        |
| 11 | 9,84      | +1,6      | Trayvon Bromell      | Hoa Kỳ             | 3 tháng 7 năm 2016  | Eugene        | [ 20 ] |
| 14 | 9,85      | +1,2      | Leroy Burrell        | Hoa Kỳ             | 6 tháng 7 năm 1994  | Lausanne      |        |
| 14 | 9,85      | +1,7      | Olusoji Fasuba       | Nigeria            | 12 tháng 5 năm 2006 | Doha          |        |
| 14 | 9,85      | +1,3      | Mike Rodgers         | Hoa Kỳ             | 4 tháng 6 năm 2011  | Eugene        |        |
| 17 | 9,86      | +1,2      | Carl Lewis           | Hoa Kỳ             | 25 tháng 8 năm 1991 | Tokyo         |        |
| 17 | 9,86      | −0,7      | Frankie Fredericks   | Namibia            | 3 tháng 7 năm 1996  | Lausanne      |        |
| 17 | 9,86      | +1,8      | Ato Boldon           | Trinidad và Tobago | 19 tháng 4 năm 1998 | Walnut        |        |
| 17 | 9,86      | +0,6      | Francis Obikwelu     | Bồ Đào Nha         | 22 tháng 8 năm 2004 | Athens        |        |
| 17 | 9,86      | +1,4      | Keston Bledman       | Trinidad và Tobago | 23 tháng 6 năm 2012 | Port of Spain |        |
| 17 | 9,86      | +1,3      | Jimmy Vicaut         | Pháp               | 4 tháng 7 năm 2015  | Saint-Denis   |        |
| 23 | 9,87      | +0,3      | Linford Christie     | Anh Quốc           | 15 tháng 8 năm 1993 | Stuttgart     |        |
| 23 | 9,87      | −0,2      | Obadele Thompson [A] | Barbados           | 11 tháng 9 năm 1998 | Johannesburg  |        |
| 25 | 9,88      | +1,8      | Shawn Crawford       | Hoa Kỳ             | 19 tháng 6 năm 2004 | Eugene        |        |
| 25 | 9,88      | +1,0      | Walter Dix           | Hoa Kỳ             | 8 tháng 8 năm 2010  | Nottwil       |        |
| 25 | 9,88      | +0,9      | Ryan Bailey          | Hoa Kỳ             | 29 tháng 8 năm 2010 | Rieti         |        |
| 25 | 9,88      | +1,0      | Michael Frater       | Jamaica            | 30 tháng 6 năm 2011 | Lausanne      |        |
| 25 | 9.88 A    | +0,2      | Sydney Siame         | Zambia             | 8 tháng 4 năm 2017  | Lusaka        | [ 21 ] |

## Top 25 của nữ
Tính tới tháng 6 năm 2017
| XH | Thời gian | Gió (m/s) | Vận động viên            | Quốc gia           | Ngày                 | Địa điểm      | Nguồn  |
| -- | --------- | --------- | ------------------------ | ------------------ | -------------------- | ------------- | ------ |
| 1  | 10,49     | 0,0       | Florence Griffith-Joyner | Hoa Kỳ             | 16 tháng 7 năm 1988  | Indianapolis  |        |
| 2  | 10,64     | +1,2      | Carmelita Jeter          | Hoa Kỳ             | 20 tháng 9 năm 2009  | Thượng Hải    |        |
| 3  | 10,65 [A] | +1,1      | Marion Jones             | Hoa Kỳ             | 12 tháng 9 năm 1998  | Johannesburg  |        |
| 4  | 10,70     | +0,6      | Shelly-Ann Fraser-Pryce  | Jamaica            | 29 tháng 6 năm 2012  | Kingston      |        |
| 4  | 10,70     | +0,3      | Elaine Thompson          | Jamaica            | 1 tháng 7 năm 2016   | Kingston      | [ 22 ] |
| 6  | 10,73     | +2.0      | Christine Arron          | Pháp               | 19 tháng 8 năm 1998  | Budapest      |        |
| 7  | 10,74     | +1,3      | Merlene Ottey            | Jamaica            | 7 tháng 9 năm 1996   | Milano        |        |
| 7  | 10,74     | +1,0      | English Gardner          | Hoa Kỳ             | 3 tháng 7 năm 2016   | Eugene        | [ 20 ] |
| 9  | 10,75     | +0,4      | Kerron Stewart           | Jamaica            | 10 tháng 7 năm 2009  | Roma          |        |
| 10 | 10,76     | +1,7      | Evelyn Ashford           | Hoa Kỳ             | 22 tháng 8 năm 1984  | Zürich        |        |
| 10 | 10,76     | +1,1      | Veronica Campbell-Brown  | Jamaica            | 31 tháng 5 năm 2011  | Ostrava       |        |
| 12 | 10,77     | +0,9      | Irina Privalova          | Nga                | 6 tháng 7 năm 1994   | Lausanne      |        |
| 12 | 10,77     | +0,7      | Ivet Lalova              | Bulgaria           | 19 tháng 6 năm 2004  | Plovdiv       |        |
| 14 | 10,78 [A] | +1,0      | Dawn Sowell              | Hoa Kỳ             | 3 tháng 6 năm 1989   | Provo         |        |
| 14 | 10,78     | +1,8      | Torri Edwards            | Hoa Kỳ             | 26 tháng 6 năm 2008  | Eugene        |        |
| 14 | 10,78     | +1,6      | Murielle Ahoure          | Bờ Biển Ngà        | 11 tháng 6 năm 2016  | Montverde     | [ 23 ] |
| 14 | 10,78     | +1,0      | Tianna Bartoletta        | Hoa Kỳ             | 3 tháng 7 năm 2016   | Eugene        | [ 20 ] |
| 14 | 10,78     | +1,0      | Tori Bowie               | Hoa Kỳ             | 3 tháng 7 năm 2016   | Eugene        | [ 20 ] |
| 19 | 10,79     | 0,0       | Lý Tuyết Mai             | Trung Quốc         | 18 tháng 10 năm 1997 | Thượng Hải    |        |
| 19 | 10,79     | −0.1      | Inger Miller             | Hoa Kỳ             | 22 tháng 8 năm 1999  | Sevilla       |        |
| 19 | 10,79     | +1,1      | Blessing Okagbare        | Nigeria            | 27 tháng 7 năm 2013  | Luân Đôn      |        |
| 22 | 10,81     | +1,7      | Marlies Göhr             | Đông Đức           | 8 tháng 6 năm 1983   | Berlin        |        |
| 22 | 10,81     | −0.3      | Dafne Schippers          | Hà Lan             | 24 tháng 8 năm 2015  | Bắc Kinh      | [ 24 ] |
| 24 | 10,82     | −1,0      | Gail Devers              | Hoa Kỳ             | 1 tháng 8 năm 1992   | Barcelona     |        |
| 24 | 10,82     | +1,5      | Gail Devers              | Hoa Kỳ             | 7 tháng 7 năm 1993   | Lausanne      |        |
| 24 | 10,82     | -0,3      | Gail Devers              | Hoa Kỳ             | 16 tháng 8 năm 1993  | Stuttgart     |        |
| 24 | 10,82     | +0,4      | Gwen Torrence            | Hoa Kỳ             | 3 tháng 9 năm 1994   | Paris         |        |
| 24 | 10,82     | −0,3      | Zhanna Block             | Ukraina            | 6 tháng 8 năm 2001   | Edmonton      |        |
| 24 | 10,82     | −0,7      | Sherone Simpson          | Jamaica            | 24 tháng 6 năm 2006  | Kingston      |        |
| 24 | 10,82     | +0,9      | Michelle-Lee Ahye        | Trinidad và Tobago | 24 tháng 6 năm 2017  | Port of Spain | [ 25 ] |

Thông tin thêm

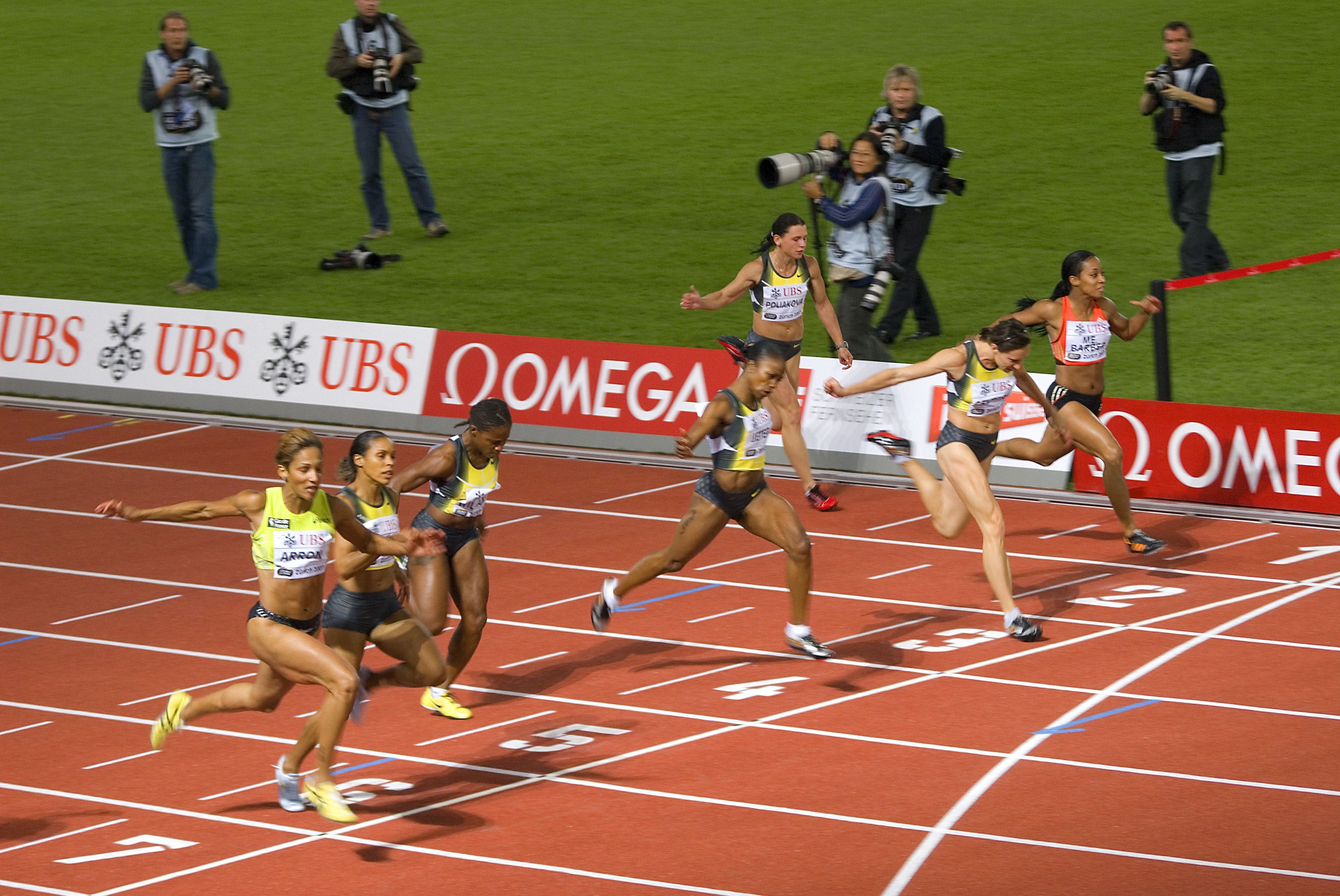
Christine Arron (trái) vô địch 100 m tại giải Weltklasse.

- Kỷ lục thế giới của Florence Griffith-Joyner là đề tài tranh cãi do do có nghi ngờ rằng máy đo gió bị hỏng, dẫn tới việc số liệu về tốc độ gió thuận thấp hơn thực tế;[26] kể từ năm 1997 báo cáo điền kinh quốc tế thường niên (International Athletics Annual of the Association of Track and Field Statisticians) đã liệt thành tích của Griffith-Joyner vào dạng "có thể có gió mạnh trợ lực, nhưng được công nhận là kỷ lục thế giới."[27] Hoàn toàn có thể giả định thành tích ở tứ kết của Griffith-Joyner được trợ lực bởi tốc độ gió là khoảng +4,7 m/s. Tuy nhiên thành tích 10 giây 61 ngày hôm sau và 10 giây 62 tại Thế vận hội 1988 vẫn giúp cô giữ kỷ lục thế giới.[28]

## Huy chương vàng Thế vận hội

### Nam
| Đại hội               | Vàng                   | Bạc                      | Đồng                                     |
| --------------------- | ---------------------- | ------------------------ | ---------------------------------------- |
| Athens 1896           | Thomas Burke (USA)     | Fritz Hofmann (GER)      | Francis Lane (USA) Alajos Szokolyi (HUN) |
| Paris 1900            | Frank Jarvis (USA)     | Walter Tewksbury (USA)   | Stan Rowley (AUS)                        |
| St. Louis 1904        | Archie Hahn (USA)      | Nate Cartmell (USA)      | William Hogenson (USA)                   |
| Luân Đôn 1908         | Reggie Walker (RSA)    | James Rector (USA)       | Robert Kerr (CAN)                        |
| Stockholm 1912        | Ralph Craig (USA)      | Alvah Meyer (USA)        | Donald Lippincott (USA)                  |
| Antwerpen 1920        | Charlie Paddock (USA)  | Morris Kirksey (USA)     | Harry Edward (GBR)                       |
| Paris 1924            | Harold Abrahams (GBR)  | Jackson Scholz (USA)     | Arthur Porritt (NZL)                     |
| Amsterdam 1928        | Percy Williams (CAN)   | Jack London (GBR)        | Georg Lammers (GER)                      |
| Los Angeles 1932      | Eddie Tolan (USA)      | Ralph Metcalfe (USA)     | Arthur Jonath (GER)                      |
| Berlin 1936           | Jesse Owens (USA)      | Ralph Metcalfe (USA)     | Tinus Osendarp (NED)                     |
| Luân Đôn 1948         | Harrison Dillard (USA) | Barney Ewell (USA)       | Lloyd LaBeach (PAN)                      |
| Helsinki 1952         | Lindy Remigino (USA)   | Herb McKenley (JAM)      | McDonald Bailey (GBR)                    |
| Melbourne 1956        | Bobby Morrow (USA)     | Thane Baker (USA)        | Hector Hogan (AUS)                       |
| Roma 1960             | Armin Hary (EUA)       | Dave Sime (USA)          | Peter Radford (GBR)                      |
| Tokyo 1964            | Bob Hayes (USA)        | Enrique Figuerola (CUB)  | Harry Jerome (CAN)                       |
| Thành phố México 1968 | Jim Hines (USA)        | Lennox Miller (JAM)      | Charles Greene (USA)                     |
| München 1972          | Valeriy Borzov (URS)   | Robert Taylor (USA)      | Lennox Miller (JAM)                      |
| Montréal 1976         | Hasely Crawford (TRI)  | Don Quarrie (JAM)        | Valeriy Borzov (URS)                     |
| Moskva 1980           | Allan Wells (GBR)      | Silvio Leonard (CUB)     | Petar Petrov (BUL)                       |
| Los Angeles 1984      | Carl Lewis (USA)       | Sam Graddy (USA)         | Ben Johnson (CAN)                        |
| Seoul 1988            | Carl Lewis (USA)       | Linford Christie (GBR)   | Calvin Smith (USA)                       |
| Barcelona 1992        | Linford Christie (GBR) | Frankie Fredericks (NAM) | Dennis Mitchell (USA)                    |
| Atlanta 1996          | Donovan Bailey (CAN)   | Frankie Fredericks (NAM) | Ato Boldon (TRI)                         |
| Sydney 2000           | Maurice Greene (USA)   | Ato Boldon (TRI)         | Obadele Thompson (BAR)                   |
| Athens 2004           | Justin Gatlin (USA)    | Francis Obikwelu (POR)   | Maurice Greene (USA)                     |
| Bắc Kinh 2008         | Usain Bolt (JAM)       | Richard Thompson (TRI)   | Walter Dix (USA)                         |
| Luân Đôn 2012         | Usain Bolt (JAM)       | Yohan Blake (JAM)        | Justin Gatlin (USA)                      |
| Rio de Janeiro 2016   | Usain Bolt (JAM)       | Justin Gatlin (USA)      | Andre De Grasse (CAN)                    |
| Tokyo 2020            | Marcell Jacobs (ITA)   | Fred Kerley (USA)        | Andre De Grasse (CAN)                    |

### Nữ
| Đại hội               | Vàng                           | Bạc                          | Đồng                                 |
| --------------------- | ------------------------------ | ---------------------------- | ------------------------------------ |
| Amsterdam 1928        | Betty Robinson (USA)           | Fanny Rosenfeld (CAN)        | Ethel Smith (CAN)                    |
| Los Angeles 1932      | Stanisława Walasiewicz (POL)   | Hilda Strike (CAN)           | Wilhelmina von Bremen (USA)          |
| Berlin 1936           | Helen Stephens (USA)           | Stanisława Walasiewicz (POL) | Käthe Krauß (GER)                    |
| Luân Đôn 1948         | Fanny Blankers-Koen (NED)      | Dorothy Manley (GBR)         | Shirley Strickland (AUS)             |
| Helsinki 1952         | Marjorie Jackson (AUS)         | Daphne Hasenjager (RSA)      | Shirley Strickland de la Hunty (AUS) |
| Melbourne 1956        | Betty Cuthbert (AUS)           | Christa Stubnick (EUA)       | Marlene Matthews (AUS)               |
| Roma 1960             | Wilma Rudolph (USA)            | Dorothy Hyman (GBR)          | Giuseppina Leone (ITA)               |
| Tokyo 1964            | Wyomia Tyus (USA)              | Edith McGuire (USA)          | Ewa Kłobukowska (POL)                |
| Thành phố México 1968 | Wyomia Tyus (USA)              | Barbara Ferrell (USA)        | Irena Szewińska (POL)                |
| München 1972          | Renate Stecher (GDR)           | Raelene Boyle (AUS)          | Silvia Chivás (CUB)                  |
| Montréal 1976         | Annegret Richter (FRG)         | Renate Stecher (GDR)         | Inge Helten (FRG)                    |
| Moskva 1980           | Lyudmila Kondratyeva (URS)     | Marlies Göhr (GDR)           | Ingrid Auerswald (GDR)               |
| Los Angeles 1984      | Evelyn Ashford (USA)           | Alice Brown (USA)            | Merlene Ottey (JAM)                  |
| Seoul 1988            | Florence Griffith-Joyner (USA) | Evelyn Ashford (USA)         | Heike Drechsler (GDR)                |
| Barcelona 1992        | Gail Devers (USA)              | Juliet Cuthbert (JAM)        | Irina Privalova (EUN)                |
| Atlanta 1996          | Gail Devers (USA)              | Merlene Ottey (JAM)          | Gwen Torrence (USA)                  |
| Sydney 2000           | Trống                          | Ekaterini Thanou (GRE)       | Merlene Ottey (JAM)                  |
| Sydney 2000           | Trống                          | Tayna Lawrence (JAM)         | Merlene Ottey (JAM)                  |
| Athens 2004           | Yulia Nestsiarenka (BLR)       | Lauryn Williams (USA)        | Veronica Campbell (JAM)              |
| Bắc Kinh 2008         | Shelly-Ann Fraser (JAM)        | Sherone Simpson (JAM)        | không trao                           |
| Bắc Kinh 2008         | Shelly-Ann Fraser (JAM)        | Kerron Stewart (JAM)         | không trao                           |
| Luân Đôn 2012         | Shelly-Ann Fraser-Pryce (JAM)  | Carmelita Jeter (USA)        | Veronica Campbell-Brown (JAM)        |
| Rio de Janeiro 2016   | Elaine Thompson (JAM)          | Tori Bowie (USA)             | Shelly-Ann Fraser-Pryce (JAM)        |